# Bednarów (gmina)
Bednarów – dawna gmina wiejska w powiecie stanisławowskim województwa stanisławowskiego II Rzeczypospolitej. Siedzibą gminy był Bednarów.
Gminę utworzono 1 sierpnia 1934 r. w ramach reformy na podstawie ustawy scaleniowej z dotychczasowych gmin wiejskich: Bednarów, Bryń, Ciężów, Komarów, Majdan, Medynia, Sapahów, Wiktorów i Wysoczanka.
Pod okupacją część gminy weszła w skład nowej gminy Halicz.
Po II wojnie światowej obszar gminy został odłączony od Polski i włączony do Ukraińskiej SRR.